# Friedrich Sedlak
Friedrich Sedlak (* 2. Juli 1895 in Wien; † 18. Dezember 1977 ebenda) war ein österreichischer Violinist und Dirigent. 

## Leben
Sedlak war Sohn eines aus Mähren stammenden Schneiders. Er studierte vier Semester an der Universität Wien und wurde Mitglied der (paritätischen) Burschenschaft Raetia im Burschenbunds-Convent. Er nahm am Ersten Weltkrieg teil und geriet in russische Gefangenschaft. 1922 wurde er Mitglied der Wiener Philharmoniker. 1923 gründete er das nach ihm und dem Cellisten Wilhelm Winkler (1892–1973) benannte Sedlak-Winkler-Quartett. Mit Vittorio Borri und Gustav Gruber gehörte es in der Zwischenkriegszeit zu Wiens beliebtesten Kammermusikformationen. 1924/25 war es unter den ersten Ensembles, die im Hörfunk zu hören waren. Auftritte sind bis 1950 im Wiener Konzerthaus nachweisbar. Zur Uraufführung brachte das Quartett zahlreiche Werke von Franz Ippisch, der sich um seine Gründung verdient gemacht hatte. 
Im besetzten Nachkriegsösterreich erleichterten Sedlaks Russischkenntnisse – er war mit einer Russin verheiratet – den Umgang mit den sowjetischen Behörden und den Übergang vom Nationalsozialismus zur Nachkriegsdemokratie. So war der Sozialdemokrat Sedlak 1945/46 provisorischer Leiter der Wiener Philharmoniker. Ihr Konzertmeister war er über zwei Jahrzehnte, von 1945 bis zur Pensionierung 1965. In jener Zeit  war er auch als Dirigent tätig, so in der Hofburgkapelle, an der Wiener Staatsoper und bei der Gesellschaft der Musikfreunde in Wien. Als das Kleine Festspielhaus in Salzburg eröffnet wurde, dirigierte er am 29. Juli 1963 die Wiener Philharmoniker. Er wurde am Döblinger Friedhof bestattet.

## Ehrungen
- Professor (Berufstitel) (1935)
- Österreichisches Ehrenkreuz für Wissenschaft und Kunst (1962)
- Ehrenmitglied der Wiener Philharmoniker (1967)